# Епархия Гбарнги
Епархия Гбарнги (лат. Dioecesis Gbarngana) — епархия Римско-Католической церкви c центром в городе Гбарнга, Либерия. Епархия Гбарнги входит в митрополию Монровии. Кафедральным собором епархии Гбарнги является церковь Святого Духа.

## История
17 ноября 1986 года Римский папа Иоанн Павел II издал буллу De Monroviensi, которой учредил епархию Гбарнги, выделив её из архиепархии Монровии.

## Ординарии епархии
- епископ Benedict Dotu Sekey (17.11.1986 — 13.12.2000);
- епископ Lewis Zeigler (30.05.2002 — 11.07.2009) — назначен архиепископом-коадъютором Монровии;
- епископ Anthony Fallah Borwah (21.03.2011 — по настоящее время).